# Bessens
Ne doit pas être confondu avec Bassens.
Bessens [bɛsɑ̃s] est une commune française, située dans le sud du département de Tarn-et-Garonne en région Occitanie.
Sur le plan historique et culturel, la commune est dans le Pays Montalbanais, correspondant à la partie méridionale du Quercy.
Exposée à un climat océanique altéré, elle est drainée par le canal latéral à la Garonne, le ruisseau des Tauris, le ruisseau de Lamothe et par divers autres petits cours d'eau. La commune possède un patrimoine naturel remarquable composé d'une zone naturelle d'intérêt écologique, faunistique et floristique.
Bessens est une commune rurale qui compte 1 470 habitants en 2022, après avoir connu une forte hausse de la population depuis 1968. Elle est dans l'unité urbaine de Dieupentale et fait partie de l'aire d'attraction de Toulouse. Ses habitants sont appelés les Bessinois.

## Géographie
Commune située dans la vallée de la Garonne en rive droite sur l'ancienne route nationale 113 entre Grisolles et Castelsarrasin.

### Communes limitrophes
Bessens est limitrophe de cinq autres communes.
Les communes limitrophes sont  Campsas, Dieupentale, Monbéqui, Montbartier et Verdun-sur-Garonne.
| Monbéqui           | Montbartier |         |
| Verdun-sur-Garonne | Bessens     | Campsas |
|                    | Dieupentale |         |

### Géologie et relief
La superficie de la commune est de 927 hectares ; son altitude varie de 90  à   146 mètres.

### Hydrographie

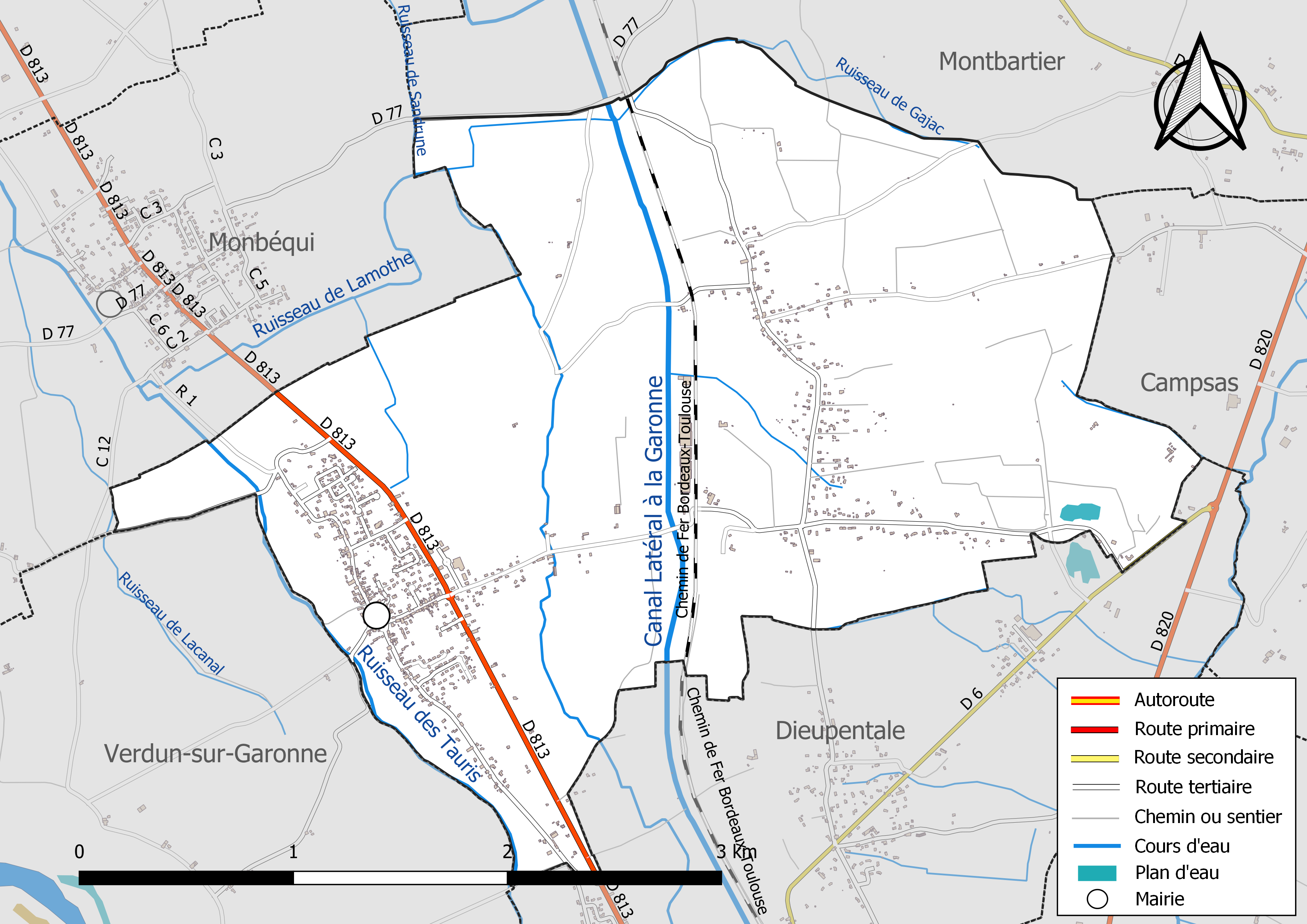
Réseaux hydrographique et routier de Bessens.

La commune est dans le bassin versant de la Garonne, au sein du bassin hydrographique Adour-Garonne. Elle est drainée par le canal latéral à la Garonne, le ruisseau des Tauris, le ruisseau de Lamothe, le ruisseau de Gajac, le ruisseau de Lacanal, le ruisseau de Sandrune et par divers petits cours d'eau, constituant un réseau hydrographique de 13 km de longueur totale,.

### Climat
Pour des articles plus généraux, voir Climat de l'Occitanie et Climat de Tarn-et-Garonne.
En 2010, le climat de la commune est de type climat du Bassin du Sud-Ouest, selon une étude du Centre national de la recherche scientifique s'appuyant sur une série de données couvrant la période 1971-2000. En 2020, Météo-France publie une typologie des climats de la France métropolitaine dans laquelle la commune est exposée à un climat océanique altéré et est dans la région climatique Aquitaine, Gascogne, caractérisée par une pluviométrie abondante au printemps, modérée en automne, un faible ensoleillement au printemps, un été chaud (19,5 °C), des vents faibles, des brouillards fréquents en automne et en hiver et des orages fréquents en été (15 à 20 jours).
Pour la période 1971-2000, la température annuelle moyenne est de 13,3 °C, avec une amplitude thermique annuelle de 15,9 °C. Le cumul annuel moyen de précipitations est de 722 mm, avec 9,8 jours de précipitations en janvier et 5,6 jours en juillet. Pour la période 1991-2020, la température moyenne annuelle observée sur la station météorologique de Météo-France la plus proche, « Savenès_man », sur la commune de Savenès à 7 km à vol d'oiseau, est de 13,3 °C et le cumul annuel moyen de précipitations est de 705,4 mm. 
La température maximale relevée sur cette station est de 41 °C, atteinte le 27 juin 2019 ; la température minimale est de −14,5 °C, atteinte le 9 février 2012,,.
Les paramètres climatiques de la commune ont été estimés pour le milieu du siècle (2041-2070) selon différents scénarios d'émission de gaz à effet de serre à partir des nouvelles projections climatiques de référence DRIAS-2020. Ils sont consultables sur un site dédié publié par Météo-France en novembre 2022.

### Milieux naturels et biodiversité

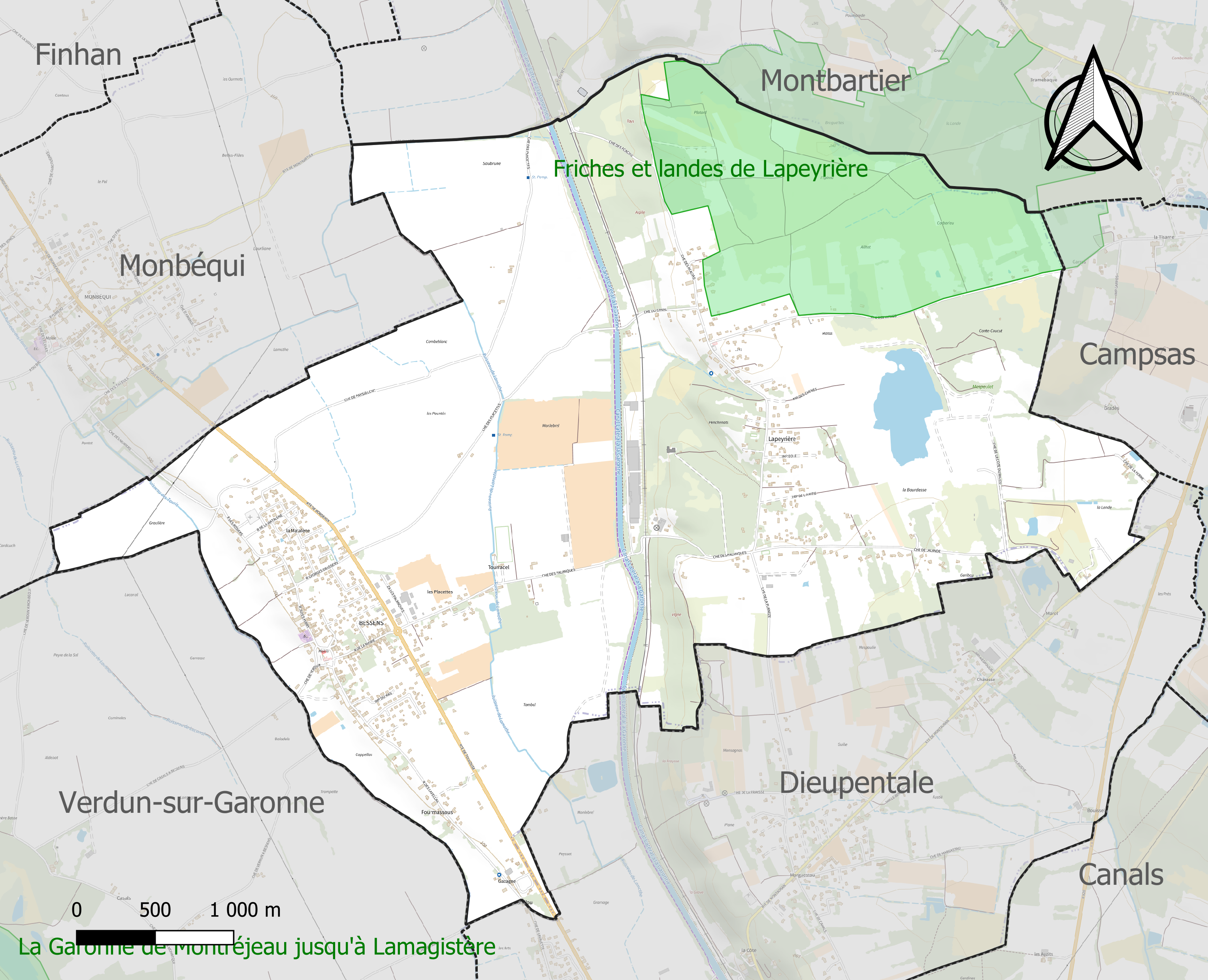
Carte de la ZNIEFF de type 1 localisée sur la commune.

L’inventaire des zones naturelles d'intérêt écologique, faunistique et floristique (ZNIEFF) a pour objectif de réaliser une couverture des zones les plus intéressantes sur le plan écologique, essentiellement dans la perspective d’améliorer la connaissance du patrimoine naturel national et de fournir aux différents décideurs un outil d’aide à la prise en compte de l’environnement dans l’aménagement du territoire.
Une ZNIEFF de type 1 est recensée sur la commune :
les « friches et landes de Lapeyrière » (197 ha), couvrant 3 communes du département.

## Urbanisme

### Typologie
Au 1er janvier 2024, Bessens est catégorisée commune rurale à habitat dispersé, selon la nouvelle grille communale de densité à sept niveaux définie par l'Insee en 2022.
Elle appartient à l'unité urbaine de Dieupentale, une agglomération intra-départementale regroupant deux  communes, dont elle est une commune de la banlieue,,. Par ailleurs la commune fait partie de l'aire d'attraction de Toulouse, dont elle est une commune de la couronne,. Cette aire, qui regroupe 527 communes, est catégorisée dans les aires de 700 000 habitants ou plus (hors Paris),.

### Occupation des sols
L'occupation des sols de la commune, telle qu'elle ressort de la base de données européenne d’occupation biophysique des sols Corine Land Cover (CLC), est marquée par l'importance des territoires agricoles (54,3 % en 2018), en diminution par rapport à 1990 (76,1 %). La répartition détaillée en 2018 est la suivante : 
terres arables (40,1 %), zones urbanisées (17,7 %), milieux à végétation arbustive et/ou herbacée (15 %), forêts (9 %), zones agricoles hétérogènes (8,9 %), cultures permanentes (5,2 %), zones industrielles ou commerciales et réseaux de communication (4 %). L'évolution de l’occupation des sols de la commune et de ses infrastructures peut être observée sur les différentes représentations cartographiques du territoire : la carte de Cassini (XVIIIe siècle), la carte d'état-major (1820-1866) et les cartes ou photos aériennes de l'IGN pour la période actuelle (1950 à aujourd'hui).

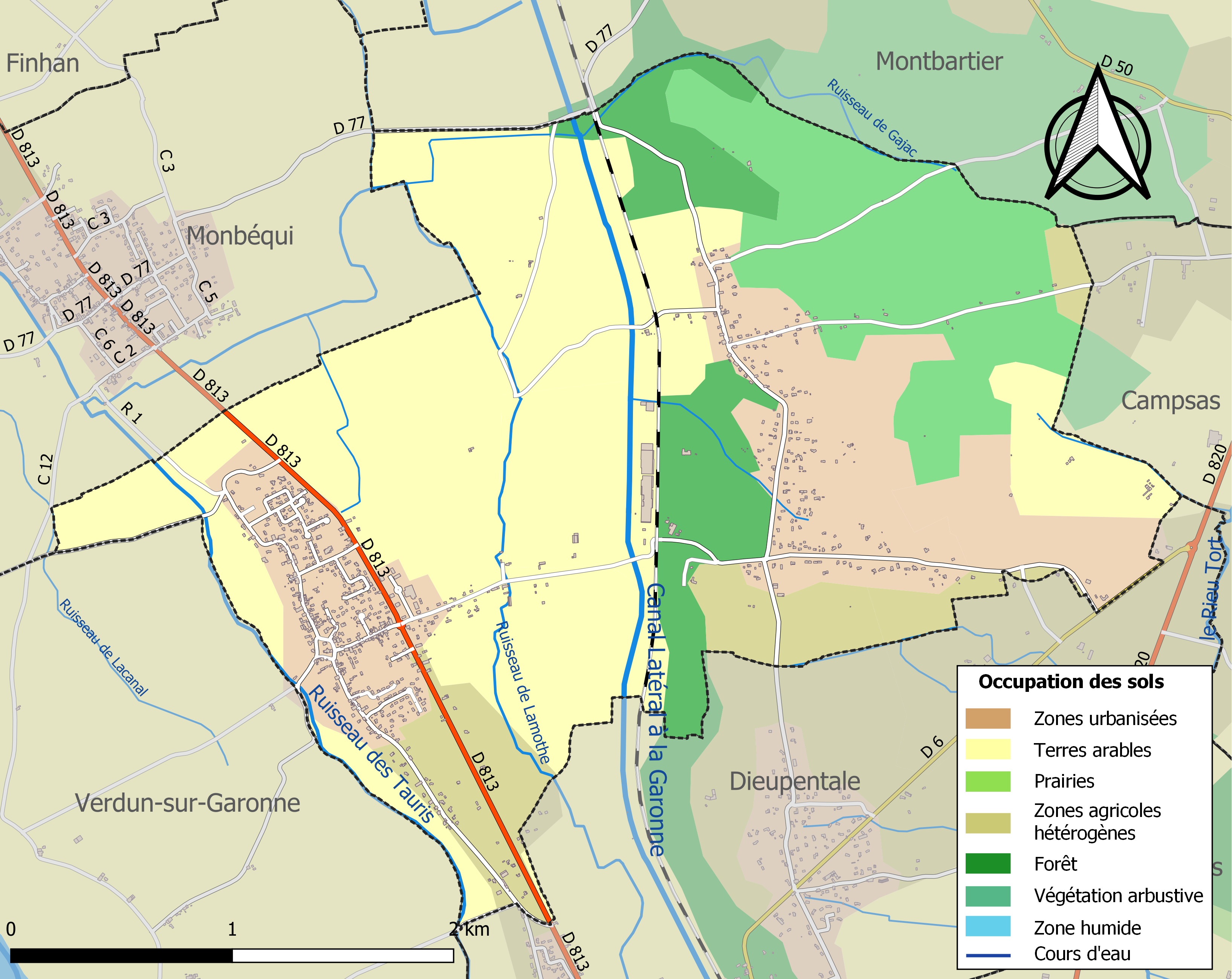
Carte des infrastructures et de l'occupation des sols de la commune en 2018 (CLC).

### Voies de communication et transports
Accès avec la route départementale D 813 ancienne route nationale 113

### Risques majeurs
Le territoire de la commune de Bessens est vulnérable à différents aléas naturels : météorologiques (tempête, orage, neige, grand froid, canicule ou sécheresse), inondations, mouvements de terrains et séisme (sismicité très faible). Il est également exposé à un risque technologique, le transport de matières dangereuses. Un site publié par le BRGM permet d'évaluer simplement et rapidement les risques d'un bien localisé soit par son adresse soit par le numéro de sa parcelle.

#### Risques naturels
Certaines parties du territoire communal sont susceptibles d’être affectées par le risque d’inondation par débordement de cours d'eau, notamment le canal latéral à la Garonne et le ruisseau des Tauris. La cartographie des zones inondables en ex-Midi-Pyrénées réalisée dans le cadre du XIe Contrat de plan État-région, visant à informer les citoyens et les décideurs sur le risque d’inondation, est accessible sur le site de la DREAL Occitanie. La commune a été reconnue en état de catastrophe naturelle au titre des dommages causés par les inondations et coulées de boue survenues en 1982, 1999, 2000 et 2005,.
Bessens est exposée au risque de feu de forêt. Le département de Tarn-et-Garonne présentant toutefois globalement un niveau d’aléa moyen à faible très localisé, aucun Plan départemental de protection des forêts contre les risques d’incendie de forêt (PFCIF) n'a été élaboré. Le débroussaillement aux abords des maisons constitue l’une des meilleures protections pour les particuliers contre le feu,.

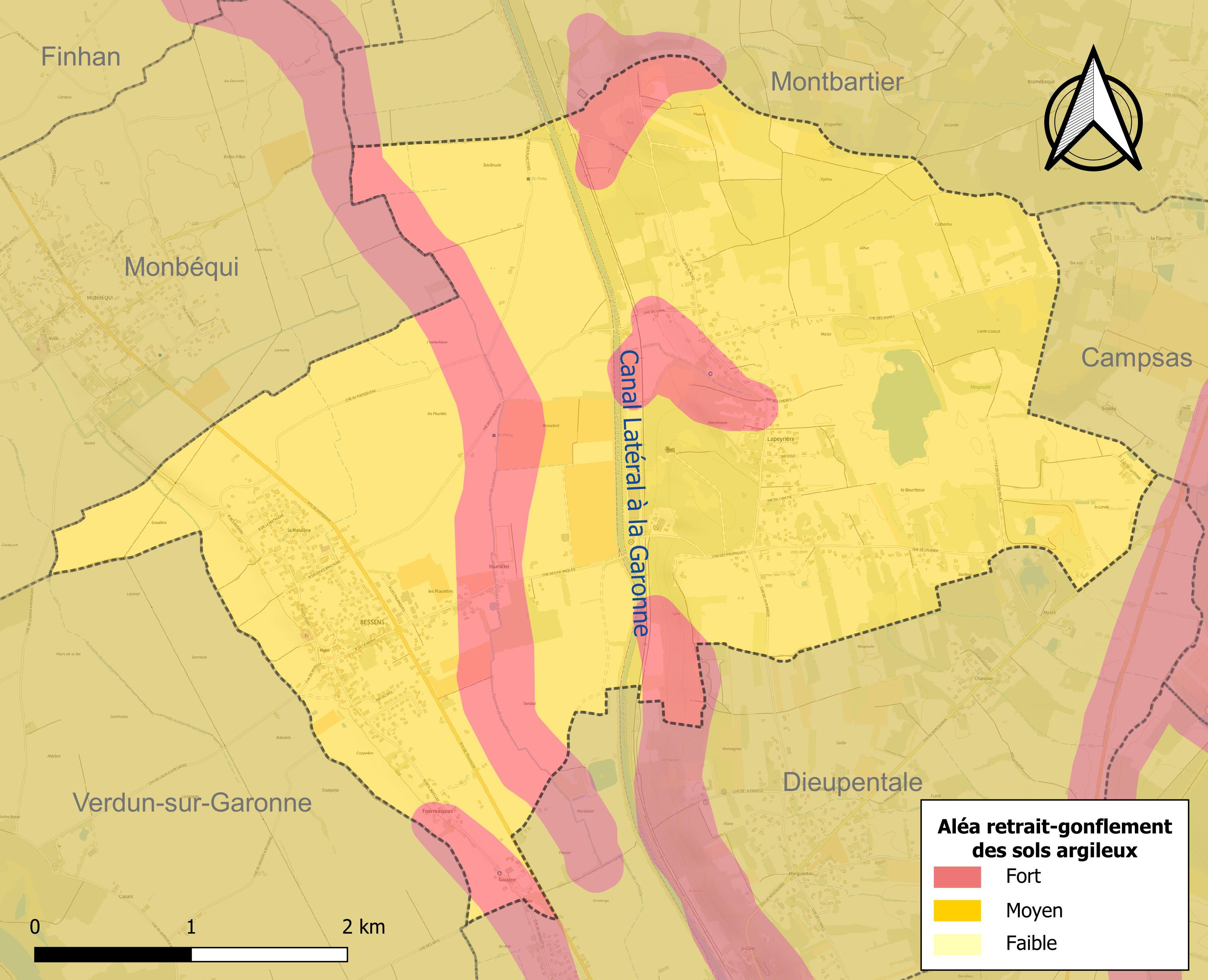
Carte des zones d'aléa retrait-gonflement des sols argileux de Bessens.

Les mouvements de terrains susceptibles de se produire sur la commune sont des tassements différentiels.
Le retrait-gonflement des sols argileux est susceptible d'engendrer des dommages importants aux bâtiments en cas d’alternance de périodes de sécheresse et de pluie. La totalité de la commune est en aléa moyen ou fort (92 % au niveau départemental et 48,5 % au niveau national). Sur les 516 bâtiments dénombrés sur la commune en 2019, 516 sont en aléa moyen ou fort, soit 100 %, à comparer aux 96 % au niveau départemental et 54 % au niveau national. Une cartographie de l'exposition du territoire national au retrait gonflement des sols argileux est disponible sur le site du BRGM,.
Par ailleurs, afin de mieux appréhender le risque d’affaissement de terrain, l'inventaire national des cavités souterraines permet de localiser celles situées sur la commune.
Concernant les mouvements de terrains, la commune a été reconnue en état de catastrophe naturelle au titre des dommages causés par la sécheresse en 1989, 1992, 1998, 2003, 2011 et 2012 et par des mouvements de terrain en 1999.

#### Risques technologiques
Le risque de transport de matières dangereuses sur la commune est lié à sa traversée par des infrastructures routières ou ferroviaires importantes ou la présence d'une canalisation de transport d'hydrocarbures. Un accident se produisant sur de telles infrastructures est susceptible d’avoir des effets graves sur les biens, les personnes ou l'environnement, selon la nature du matériau transporté. Des dispositions d’urbanisme peuvent être préconisées en conséquence.

## Toponymie
- Besingus (680).

## Histoire
La commune faisait partie du Bas-Montauban.

### Héraldique
| Bessens | Son blasonnement est : D'or à la croix alésée d'azur. |

## Politique et administration

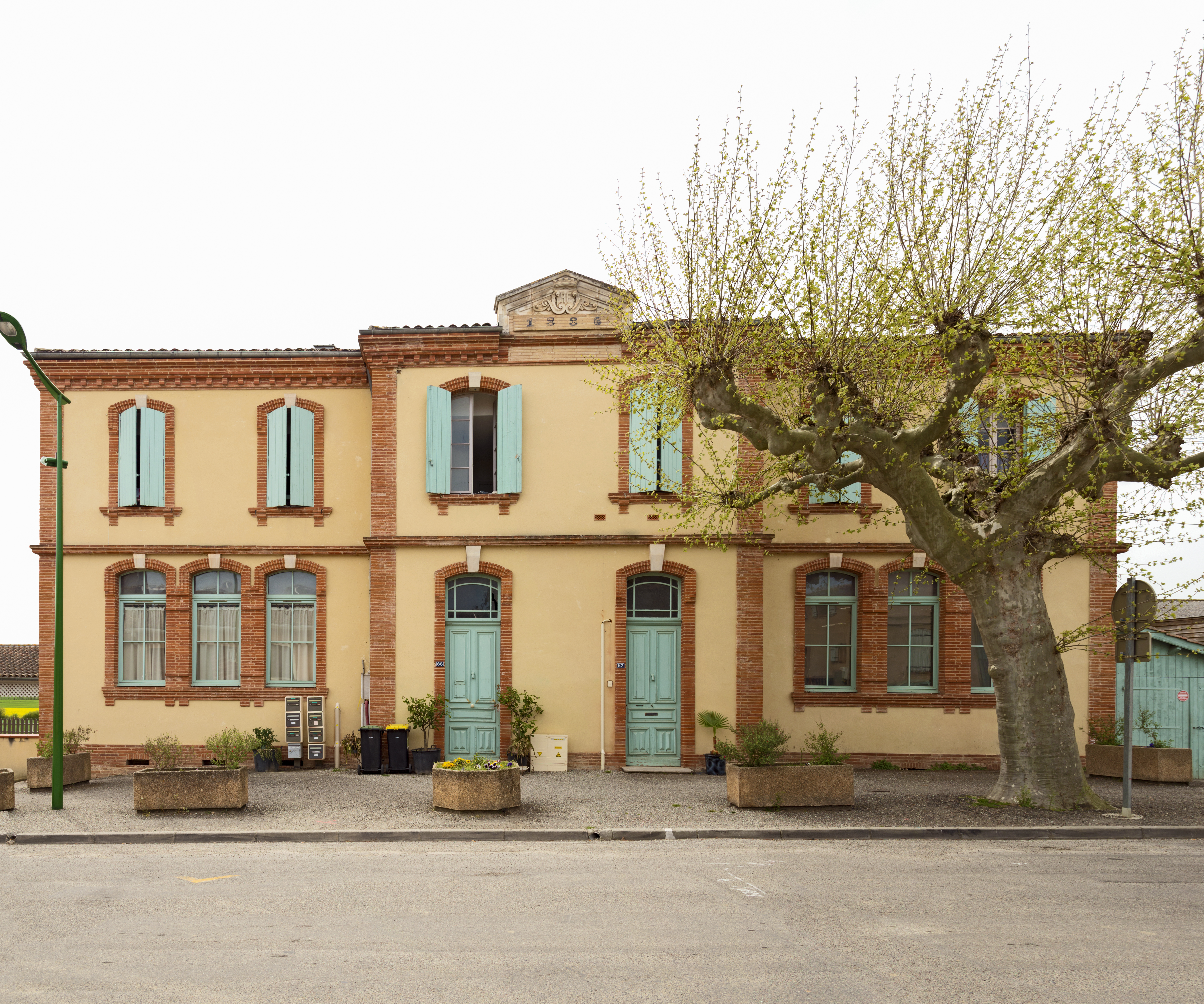
La mairie

### Administration municipale
Le nombre d'habitants au recensement de 2011 étant compris entre 500 et 1 499 habitants, le nombre de membres du conseil municipal pour l'élection de 2014 est de quinze,.

### Rattachements administratifs et électoraux
La commune fait partie de la deuxième circonscription de Tarn-et-Garonne de la communauté de communes Grand Sud Tarn-et-Garonne et du canton de Montech (avant le redécoupage départemental de 2014, Bessens faisait partie de l'ex-canton de Grisolles) et avant le 1er janvier 2017 elle faisait partie de la communauté de communes du Terroir Grisolles Villebrumier.
Elle fait partie de l'unité urbaine de Dieupentale.

### Tendances politiques et résultats

#### Liste des maires
| Période                                  | Période  | Identité              | Étiquette | Qualité |
| ---------------------------------------- | -------- | --------------------- | --------- | ------- |
| 1789                                     | 1790     | De Sirven Jean Martin |           |         |
| 1790                                     | 1793     | Jean Betirac          |           |         |
| 1793                                     | 1796     | Jean Cance            |           |         |
| 1796                                     | 1800     | Antoine Rollan        |           |         |
| 1800                                     | 1816     | Jean Moles            |           |         |
| 1816                                     | 1820     | Jean Delboy           |           |         |
| 1820                                     | 1824     | Jean-Baptiste Moles   |           |         |
| 1824                                     | 1829     | Jean Delboy           |           |         |
| 1829                                     | 1830     | Jean Vigouroux        |           |         |
| 1830                                     | 1840     | Jean-Baptiste Moles   |           |         |
| 1840                                     | 1848     | Antoine Pescay        |           |         |
| 1848                                     | 1859     | Jean Delboy           |           |         |
| 1859                                     | 1867     | Antoine Pescay        |           |         |
| 1867                                     | 1878     | Pierre Granie         |           |         |
| 1878                                     | 1893     | Eugène Vigouroux      |           |         |
| 1893                                     | 1900     | Jean Labelle          |           |         |
| 1900                                     | 1908     | Jean Delord           |           |         |
| 1908                                     | 1915     | Jules Granie          |           |         |
| 1915                                     | 1925     | Jean Vales            |           |         |
| 1925                                     | 1935     | Henri Granie          |           |         |
| 1935                                     | 1944     | Jean Vales            |           |         |
| 1944                                     | 1953     | Pédro Clamens         |           |         |
| 1953                                     | 1989     | Gaston Miquel         |           |         |
| 1989                                     | 2001     | Claude Julia          |           |         |
| mars 2001                                | 2008     | Noël Prouzet          |           |         |
| mars 2008                                | 2020     | Alexandre Billiar     | DVG       |         |
| mai 2020                                 | En cours | Adrien Raphet         |           |         |
| Les données manquantes sont à compléter. |          |                       |           |         |

## Population et société

### Démographie
L'évolution du nombre d'habitants est connue à travers les recensements de la population effectués dans la commune depuis 1793. Pour les communes de moins de 10 000 habitants, une enquête de recensement portant sur toute la population est réalisée tous les cinq ans, les populations de référence des années intermédiaires étant quant à elles estimées par interpolation ou extrapolation. Pour la commune, le premier recensement exhaustif entrant dans le cadre du nouveau dispositif a été réalisé en 2005.

En 2022, la commune comptait 1 470 habitants, en évolution de −2,13 % par rapport à 2016 (Tarn-et-Garonne : +3,12 %, France hors Mayotte : +2,11 %).
| 1793 | 1800 | 1806 | 1821 | 1831 | 1836 | 1841 | 1846 | 1851 |
| ---- | ---- | ---- | ---- | ---- | ---- | ---- | ---- | ---- |
| 419  | 448  | 458  | 644  | 700  | 643  | 615  | 641  | 572  |

| 1856 | 1861 | 1866 | 1872 | 1876 | 1881 | 1886 | 1891 | 1896 |
| ---- | ---- | ---- | ---- | ---- | ---- | ---- | ---- | ---- |
| 582  | 569  | 627  | 580  | 615  | 565  | 557  | 555  | 477  |

| 1901 | 1906 | 1911 | 1921 | 1926 | 1931 | 1936 | 1946 | 1954 |
| ---- | ---- | ---- | ---- | ---- | ---- | ---- | ---- | ---- |
| 468  | 422  | 427  | 348  | 380  | 385  | 346  | 385  | 443  |

| 1962 | 1968 | 1975 | 1982 | 1990 | 1999 | 2005 | 2006  | 2010  |
| ---- | ---- | ---- | ---- | ---- | ---- | ---- | ----- | ----- |
| 479  | 444  | 469  | 558  | 585  | 664  | 940  | 1 014 | 1 350 |

| 2015  | 2020  | 2022  | - | - | - | - | - | - |
| ----- | ----- | ----- | - | - | - | - | - | - |
| 1 474 | 1 478 | 1 470 | - | - | - | - | - | - |

| selon la population municipale des années : | 1968 | 1975 | 1982 | 1990 | 1999 | 2006 | 2009 | 2013 |
| Rang de la commune dans le département      | 93   | 68   | 57   | 71   | 67   | 47   | 37   | 33   |
| Nombre de communes du département           | 195  | 195  | 195  | 195  | 195  | 195  | 195  | 195  |

### Enseignement
Bessens fait partie de l'académie de Toulouse.
Le groupe scolaire de la commune porte depuis juin 2019 le nom de Pierre Gamarra ; l’écrivain, né en 1919, a vécu dans le village et le baptême du groupe scolaire participe de la célébration de son centenaire.

### Culture et festivité
Association de jeux de société T'as De Beaux Jeux

### Activités sportives
Chasse, pétanque

### Écologie et recyclage
La collecte et le traitement des déchets des ménages et des déchets assimilés ainsi que la protection et la mise en valeur de l'environnement se font dans le cadre de la communauté de communes Grand Sud Tarn-et-Garonne.

## Économie

### Revenus
En 2018, la commune compte 525 ménages fiscaux, regroupant 1 502 personnes. La médiane du revenu disponible par unité de consommation est de 22 840 € (20 140 € dans le département).

### Emploi
|                | 2008  | 2013   | 2018   |
| -------------- | ----- | ------ | ------ |
| Commune        | 8,2 % | 7,8 %  | 6,6 %  |
| Département    | 8,4 % | 10,2 % | 10,3 % |
| France entière | 8,3 % | 10 %   | 10 %   |

En 2018, la population âgée de 15 à 64 ans s'élève à 983 personnes, parmi lesquelles on compte 82 % d'actifs (75,4 % ayant un emploi et 6,6 % de chômeurs) et 18 % d'inactifs,. Depuis 2008, le taux de chômage communal (au sens du recensement) des 15-64 ans est inférieur à celui de la France et du département.
La commune fait partie de la couronne de l'aire d'attraction de Toulouse, du fait qu'au moins 15 % des actifs travaillent dans le pôle,. Elle compte 244 emplois en 2018, contre 201 en 2013 et 158 en 2008. Le nombre d'actifs ayant un emploi résidant dans la commune est de 743, soit un indicateur de concentration d'emploi de 32,8 % et un taux d'activité parmi les 15 ans ou plus de 70,9 %.
Sur ces 743 actifs de 15 ans ou plus ayant un emploi, 79 travaillent dans la commune, soit 11 % des habitants. Pour se rendre au travail, 92,5 % des habitants utilisent un véhicule personnel ou de fonction à quatre roues, 2,7 % les transports en commun, 2,1 % s'y rendent en deux-roues, à vélo ou à pied et 2,7 % n'ont pas besoin de transport (travail au domicile).

### Activités hors agriculture

#### Secteurs d'activités
89 établissements sont implantés  à Bessens au 31 décembre 2019. Le tableau ci-dessous en détaille le nombre par secteur d'activité et compare les ratios avec ceux du département,.
| Secteur d'activité                                                                                        | Commune | Commune | Département |
| Secteur d'activité                                                                                        | Nombre  | %       | %           |
| --- | ------- | ------- | ----------- |
| Ensemble                                                                                                  | 89      | 100 %   | (100 %)     |
| Industrie manufacturière, industries extractives et autres                                                | 12      | 13,5 %  | (9,6 %)     |
| Construction                                                                                              | 23      | 25,8 %  | (14,9 %)    |
| Commerce de gros et de détail, transports, hébergement et restauration                                    | 20      | 22,5 %  | (29,7 %)    |
| Information et communication                                                                              | 1       | 1,1 %   | (1,9 %)     |
| Activités financières et d'assurance                                                                      | 2       | 2,2 %   | (3,4 %)     |
| Activités immobilières                                                                                    | 4       | 4,5 %   | (3,3 %)     |
| Activités spécialisées, scientifiques et techniques et activités de services administratifs et de soutien | 15      | 16,9 %  | (14,1 %)    |
| Administration publique, enseignement, santé humaine et action sociale                                    | 4       | 4,5 %   | (13,6 %)    |
| Autres activités de services                                                                              | 8       | 9 %     | (9,3 %)     |

Le secteur de la construction est prépondérant sur la commune puisqu'il représente 25,8 % du nombre total d'établissements de la commune (23 sur les 89 entreprises implantées  à Bessens), contre 14,9 % au niveau départemental.

#### Entreprises et commerces
Les cinq entreprises ayant leur siège social sur le territoire communal qui génèrent le plus de chiffre d'affaires en 2020 sont : 
- Flores TP, travaux de terrassement courants et travaux préparatoires (10 909 k€)
- Maga Loc, location et location-bail de machines et équipements pour la construction (1 690 k€)
- Tadiello Christophe SAS, travaux de terrassement courants et travaux préparatoires (1 293 k€)
- 3S, travaux d'installation d'eau et de gaz en tous locaux (1 160 k€)
- Ecomat, récupération de déchets triés (971 k€)

### Agriculture
|               | 1988 | 2000 | 2010 | 2020 |
| ------------- | ---- | ---- | ---- | ---- |
| Exploitations | 38   | 18   | 13   | 7    |
| SAU (ha)      | 770  | 796  | 609  | 542  |

La commune est dans le Lauragais, une petite région agricole située dans le sud-est du département de Tarn-et-Garonne. En 2020, l'orientation technico-économique de l'agriculture  sur la commune est la culture de fruits ou d'autres cultures permanentes. Sept exploitations agricoles ayant leur siège dans la commune sont dénombrées lors du recensement agricole de 2020 (38 en 1988). La superficie agricole utilisée est de 542 ha,,.

## Culture locale et patrimoine

### Lieux et monuments
- L'église de l’Assomption de Bessens, a été détruite au XVIe siècle et reconstruite au XVIIe dans sa forme actuelle. Le clocher-mur a été restauré en 1861 avec adjonction d'un pignon de forme cintrée. La nef est rectangulaire flanquée de deux chapelles latérales l'abside est à cinq pans.
- L'église Saint-Ferréol de Lapeyrière.
- Le monument aux morts.

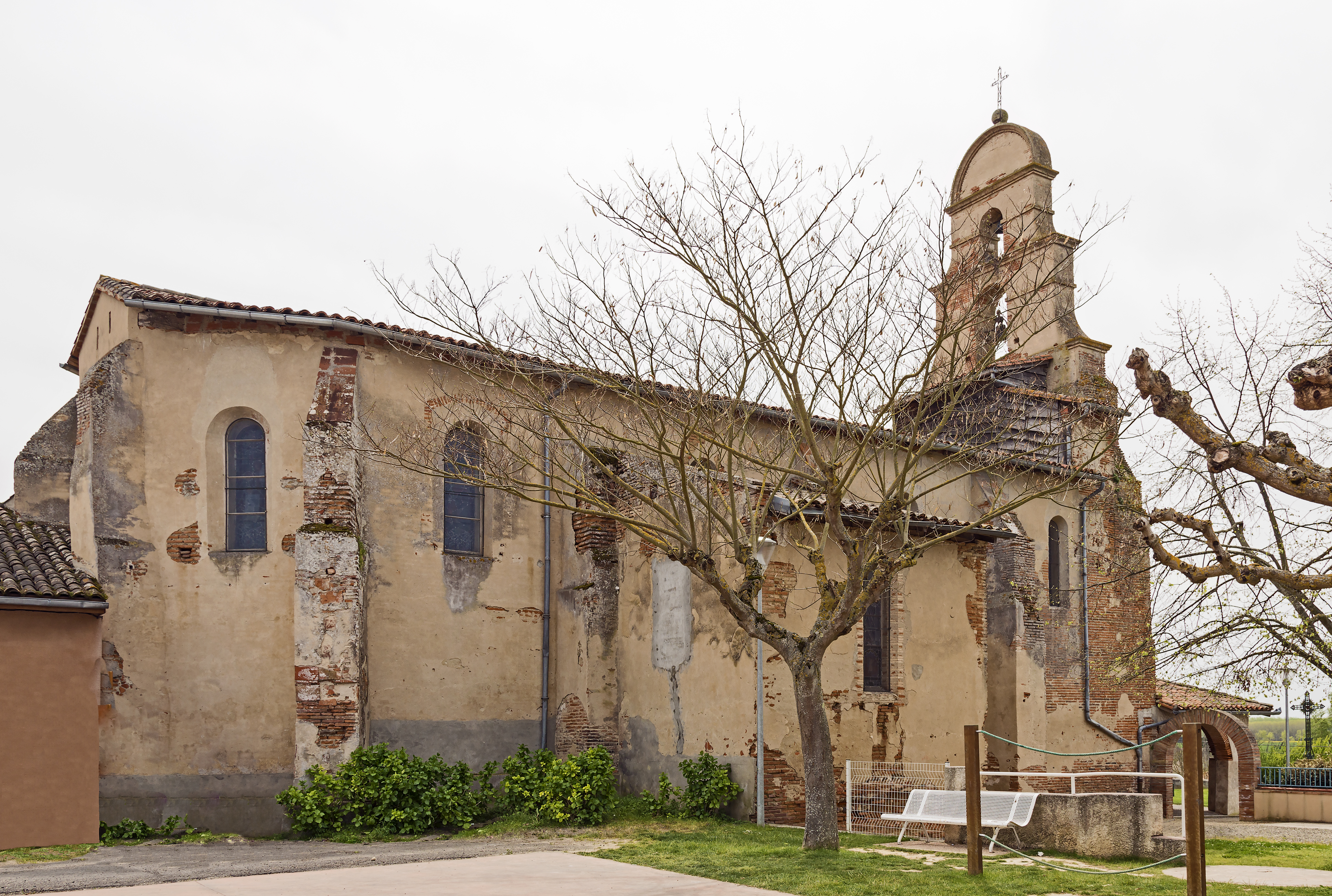
L'église de l’Assomption - l'abside à cinq pans
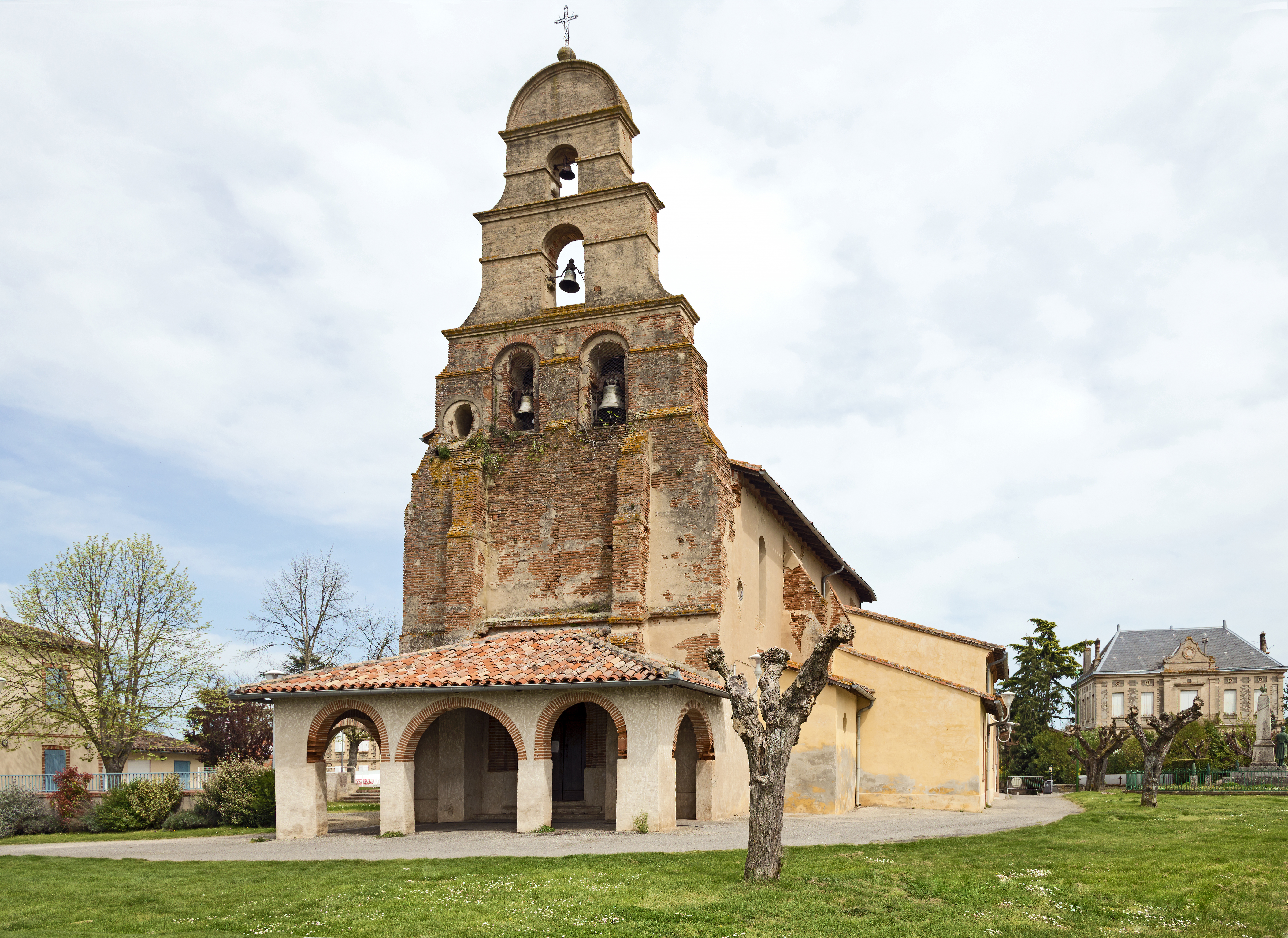
L'église de l’Assomption - clocher-mur
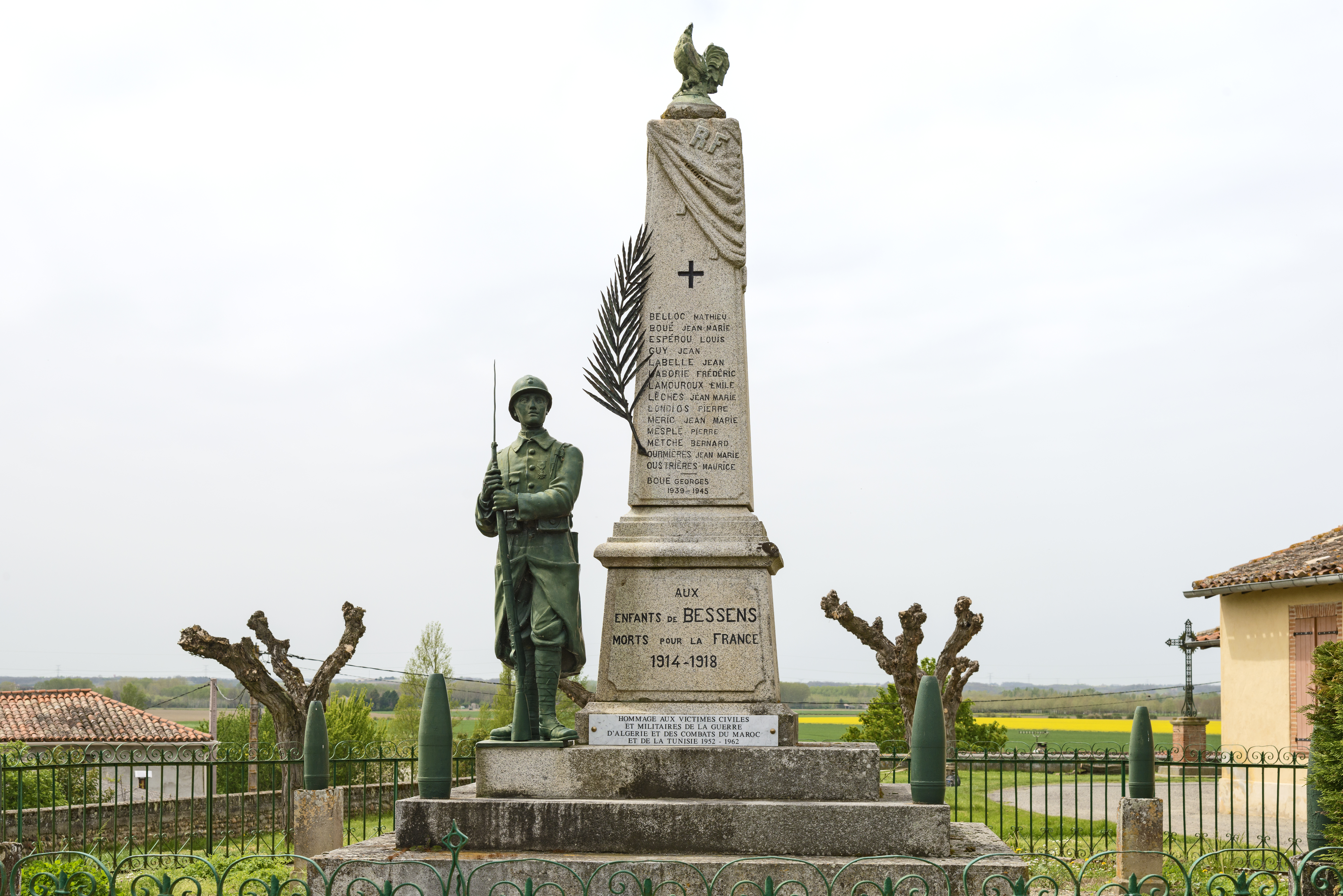
Le monument aux morts

### Personnalités liées à la commune
- Pierre Gamarra. L'écrivain repose au village, où il a longtemps vécu. Il a notamment consacré à Bessens un poème, L'Heure de Bessens[42].

## Pour approfondir